# Rafael Elías González
Rafael Elías González Romo y de Vivar (n. Banámichi, Sonora, 16 de octubre de 1774 - f. Arizpe, Sonora, 30 de julio de 1840) Gobernador del Estado de Sonora. Nació en el pueblo de Banámichi el 16 de octubre de 1774. Fue dueño de las haciendas de San Pedro y Motepori, en las que se dedicó a las labores agropecuarias; presidente municipal de Arizpe en 1830, secundó el Plan de Jalapa que elevó a la presidencia de la República al general Anastasio Bustamante; en 1832 solicitó autorización del Congreso para establecer una "Casa de Obraje" en el distrito de Arizpe, obligándose a instalar telares y otras actividades de trabajo a condición de que fueran llevados allí los reos sentenciados a obras públicas; nuevamente presidió el Ayuntamiento de Arizpe en 1833, magistrado del Tribunal de 1834 y prefecto político en 1835. Instalada la Junta Departamental el 21 de noviembre de este año figuró como tercer vocal de ella y en marzo de 1837 fue elegidor primer vocal de la misma. Con este carácter sustituyó al gobernador constitucional del 5 de junio al 12 de octubre del mismo año. Al devolver el Poder Ejecutivo giró la siguiente circular: "Ingresado a esa Ciudad el Excmo. Señor Gobernador de este Departamento Don Manuel Escalante y Arvizu de su comisión a la Ciudad de Hermosillo, queda con esta fecha encargado del Gobierno del mismo Departamento que yo desempeñaba como primer Vocal de la Excma. Junta Constitucional". También fue comisionado para recoger donativos con motivo de la guerra en contra de los bárbaros y para repartir terrenos a las comunidades indígenas el distrito de Arizpe que carecieran de ellos. Murió en Arizpe el 30 de julio de 1840 a la edad de 64 años. Fue bisabuelo del general Plutarco Elías Calles.
Sus hermanos fueron activos también en la política regional, Simón Elías González fue gobernador del Estado de Occidente y posteriormente del Estado de Chihuahua. Juan Elías González Romo y de Vivar fue sacerdote y dos veces diputado, tanto el la legislación provincial de Sonora y Sinaloa como en el Primer Congreso Constituyente del Estado de Occidente, también hermano de José María Elías González fue un reconocido militar y también gobernador de Sonora.